# Ljudmila Nyikolajevna Gurejeva
Ljudmila Nyikolajevna Gurejeva (Odessza, 1943. február 12. – 2017. október 4.) olimpiai ezüstérmes szovjet válogatott röplabdázó.

## Pályafutása
Az 1964-es tokiói olimpián ezüstérmes lett a szovjet válogatottal.

## Sikerei, díjai
- Olimpiai játékok
  - ezüstérmes: 1964, Tokió